# Henry Abram
Henry Joseph Abram (Sant Pau de Fenollet, Fenolleda, 22 d'octubre de 1895 - Perpinyà, 24 de febrer de 1977) va ser un empresari i aviador nord-català. De formació tècnica, va aprendre a reparar motors d'avions durant el seu servei a la Primera Guerra Mundial. Entre les dues guerres, es converteix en pilot emèrit. Desenvolupà el negoci familiar i crea altres, en el camp de la indústria, inclosa la producció d'electricitat.
És el fill de l'empresari Louis Abram (1860-1945), de qui en va reprendre l'empresa de producció i distribució d'electricitat l'any 1936, i de Virginie Manaut (1863-1902), germana del polític Frédéric Manaut. Henry Abram és el cosí de René Manaut (1891-1992), qui també faria carrera política. La germana d'Henry, Louise (1888-1972), es va casar amb Étienne Argelliès, metge i polítix. Henry així és l'oncle de René Argelliès, també metge i polític.
Força interessat per la mecànica, va passar molt de temps en la seva joventut amb el seu cunyat Étienne Argelliès, qui va ser un dels primers en posseir un cotxe de tipus faetó al cantó de Sant Pau de Fenollet. Es va formar en electricitat i mecànica a l'escola professional Vaucanson de Grenoble, associada a Arts et métiers. Mobilitzat el 1915, per les seves habilitats mecàniques fou assignat al servei d'ambulàncies. Després fou enviat als Dardanels en un taller de cotxes. Va aprendre a reparar motors d'aviació, després a pilotar, i esdevingué apassionat per l'aviació.
Després de la guerra, Henry Abram va reprendre els afers de son pare en la producció i distribució d'electricitat.